# Jacob Adler
Jacob Adler (Dynów, 12 de diciembre de 1874-San Petersburgo, 31 de diciembre de 1974), también conocido por su seudónimo B. Kovner, fue un escritor en yidis, poeta y humorista judío-estadounidense nacido en Galitzia.

## Biografía

### Primeros años
Nació el 12 de diciembre de 1874 en Dynów, Reino de Galitzia y Lodomeria, hijo de Hersh Melech Adler y Zisel Adler. Emigró a Estados Unidos en 1892, instalándose inicialmente en New Haven, Connecticut, donde trabajó como aprendiz de sastre.

### Carrera
Más tarde se mudó a Nueva York y trabajó en una fábrica allí. Escribió por primera vez para The Forward en 1897, cuando contribuyó con dos poemas breves de trabajadores bajo el nombre de Nesher. Durante las siguientes décadas, contribuyó con publicaciones en 54 revistas y periódicos diferentes, incluidos The Forward, Di Varhayt, the Jewish Morning Journal, Fraye Arbeter Shtime, Tsukunft, Yugnt, Literatur un Lebn, Amerike, Yidisher Kemfer, Der Groyser Kundes, Kibetser ., Der Beyzem, Fraye Shtunde, Der Arbiter, Fraye Gezelshaft, Dos Naye Lebn, Di Tsayt, Arbeter Fraynd, Yidisher Arbeter (Cracovia), Folks-Fraynd (Sanok), Roman-Tsaytung (Varsovia) y Yidishe Velt (Wilno). En 1906, se convirtió en editor del semanario yidis Brownsville Progress. También editó Traumen un Wirklichkeit y Der Yiddisher Gazlen. En 1908 fundó con Moyshe Nadir Der Groyser Kundes.
En 1911, Abraham Cahan lo invitó a unirse a The Forward y le dio el seudónimo litvak de B. Kovner. Escribió varios personajes humorísticos populares como Yente Telebende y su esposo Mendl, Moyshe Kapoyer y Peyshe the Farmer, quienes se convirtieron en nombres muy conocidos en los hogares estadounidenses de habla yidis e inspiraron una serie de canciones y rutinas escénicas. Escribió varios poemas nostálgicos del viejo país. Los poemas fueron recopilados en su primer volumen Zikhroynes fun Mayn Haym (Memorias de mi hogar), que se publicó en 1907 y contó con una introducción de su mentor David Pinski. Muchos de sus bocetos humorísticos se recopilaron en seis volúmenes en yidis publicados entre 1914 y 1936. También se recopilaron en dos volúmenes en inglés, Laugh, Jew, Laugh de 1936 y Cheerful Moments de 1940. Continuó escribiendo hasta los 90 años.
A lo largo de su carrera literaria, Adler escribió una docena de libros, 18.000 poemas, numerosas obras de teatro y más de 30.000 artículos humorísticos. Muchas de sus obras fueron traducidas al alemán, polaco, húngaro, hebreo e inglés. Una de sus historias, "Why Doesn't Hellil Move", fue traducida al italiano por Enrico Caruso en 1919. Continuó escribiendo una columna de humor para The Forward hasta su jubilación en 1936. Luego se mudó a Gulfport, Florida, donde continuó escribiendo poemas e historias para The Forward. Dejó de escribir tres años antes de su muerte, cuando ingresó en la residencia de ancianos, aunque tenía un trabajo atrasado que siguió publicándose después de su muerte.

### Vida personal
En 1896, Adler se casó con Celia Schimerling. Sus hijos fueron Bertha, Emil, Simon, Julius, Clara y Ruth.
Jacob Adler murió en San Petersburgo, Florida, el 31 de diciembre de 1974, a la edad de 100 años. Fue enterrado en el cementerio de Chapel Hill de dicha ciudad. Le sobrevivieron sus hijos: Bertha Klausner, Clara Rubin, Emil y Julius; 14 nietos, 26 bisnietos y un tataranieto.

## Legado
El libro "None" de Jacob Adler fue el libro favorito de Albert Einstein durante los últimos meses de vida de Einstein.